# Mortzwiller
Mortzwiller là một xã ở tỉnh Haut-Rhin trong vùng Grand Est ở đông bắc Pháp. Xã này có diện tích 4,23 km², dân số năm 1999 là 312 người. Khu vực này có độ cao 380 mét trên mực nước biển.